# Kaple (Březno)
Obecní kaple je drobná barokní sakrální stavba v Březně, částí obce Velemín v okrese Litoměřice. Duchovní správou patří do farnosti Velemín.

## Popis

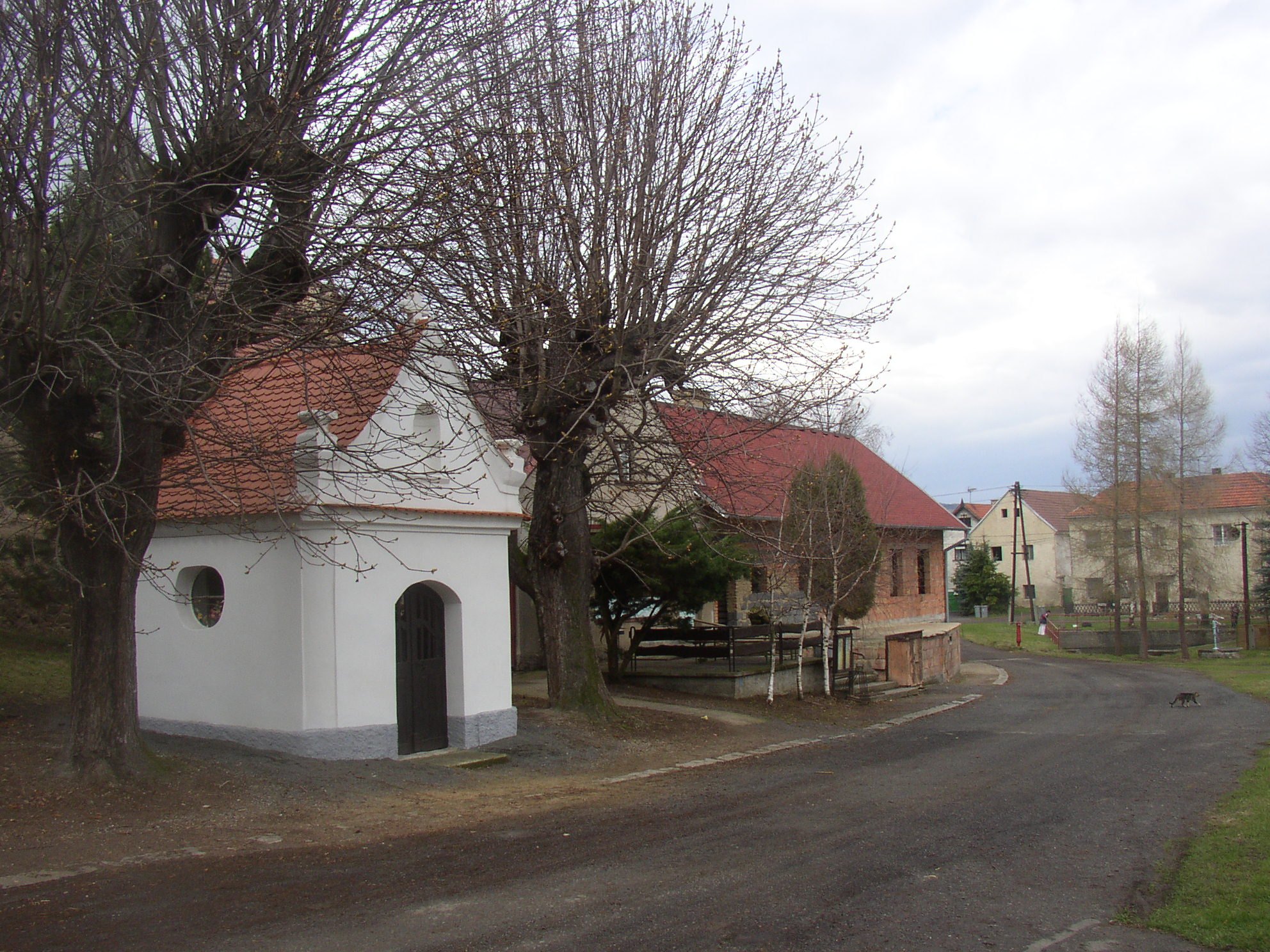
Pohled na kapli v Březně ze silnice

Jedná se o obdélnou stavbu s hladkým poloválcovým závěrem. Nad průčelím se nachází trojúhelný štít. Kaple má polygonální vížku. Do niky ve štítu patří socha Dobrého pastýře. Po stranách štítu se nacházejí stylizované vázy. V bočních stěnách kaple jsou oválná okna. Uvnitř je kaple sklenuta valeně s lunetami. Do interiéru kaple náleží barokní soška Immaculaty.

## Okolí kaple

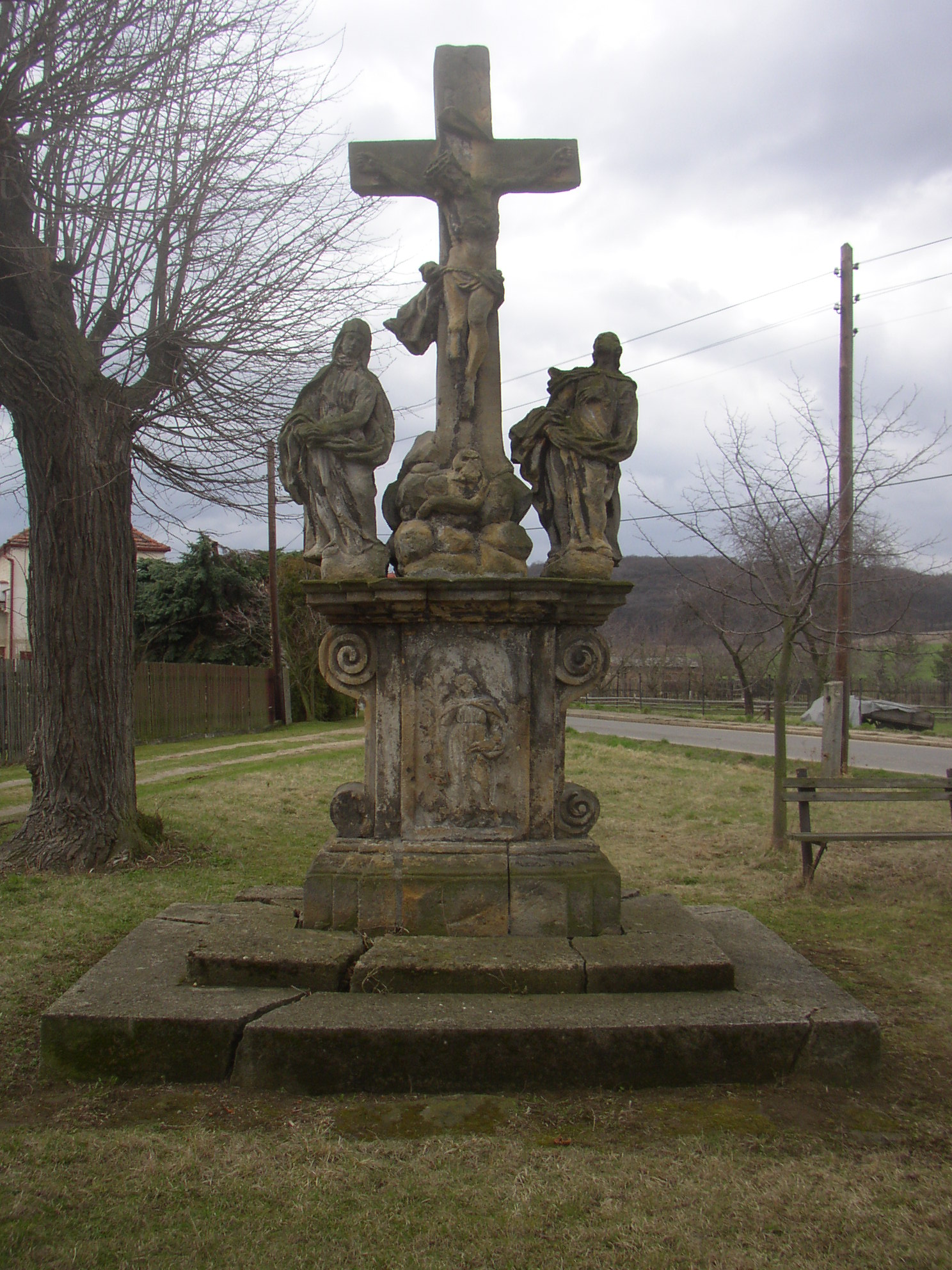
Kalvárie v Březně

Poblíž kaple na návsi se nachází barokní Kalvárie. Pochází z roku 1722. Na soklu Kalvárie je reliéf sv. Josefa. Další drobnou sakrální památkou v obci je tepaný kříž z roku 1815 stojící na kamenném podstavci.